# Poko Rekords
Poko Rekords ist ein finnisches Rock- und Metal-Label, das im Jahr 1977 in Tampere, gegründet wurde. Das Label ist Teil der EMI Group.

## Geschichte
Im September 1972 entschied sich Kari „Epe“ Helenius dazu, einen Plattenladen namens Epe’s Music Shop in Tampere zu gründen. Das Geschäft war anfangs nur als Profitcenter des Textilgeschäftes von Karis Vater gedacht. Ein paar Monate später begann das Geschäft mit dem Versandhandel von Platten, wobei etwa 80 % des Umsatzes hieraus resultierte. Nachdem im Jahr 1976 die Textilfirma an eine größere Firma verkauft worden war, formte Helenius im Herbst 1977 das Geschäft in ein Plattenlabel um und nannte es Poko Rekords. Die erste Gruppe bei diesem Label war die Rockabilly-Band eines Bekannten, der bald weitere Gruppen aus dem Punk-Rock- und Metal-Bereich folgten. Das Label bestand zu seiner Anfangszeit neben Helenius aus nur einem weiteren Angestellten. Im Jahr 1978 gründeten Jive Väänänen vom fast kankrotten Label Love Records und Produzent Richard Stanley ein eigenes Unternehmen. Helenius stellte diese Unternehmen für sich ein, wodurch er auf Angestellte zählen konnte, die bereits in dem Geschäft eine größere Erfahrung hatten. Dadurch kam das Label mit dem Distributor Discophon in Kontakt und ermöglichte dem Label einen besseren Vertrieb der Tonträger. Discophon übernahm zudem auch das Anfertigen der Tonträger. Diese Gemeinschaft setzte sich fort, ehe sich das Label von Discophon trennte und 1981 zu CBS Records wechselte.
Gegen Ende der 1980er Jahre war das finnische Label Fazer interessiert, das Label aufzukaufen, was jedoch abgelehnt wurde. Etwas später war Helenius' Bekannter Gugi Kokljushkin, Inhaber des Labels Oy Sonet Suomi Ab, an Poko Rekords interessiert und kaufte im Januar 1988 40 % des Labels auf. Inzwischen hatte Unitor Oy, die Firma von Karis Vater, die Distribution übernommen. Im Jahr 1991 wurde Sonet von Polygram aufgekauft. Da Helenius andere Ziele verfolgte als PolyGram, kaufte er sich gegen Ende 1992 seine 40 % zurück. Das Geld hatte er hauptsächlich durch BMG bezogen, die ihm das Geld gezahlt hatte, um künftige Tonträger des Labels vertreiben zu dürfen. Im Jahr 1990 wurden zudem der Plattenladen vom Label getrennt: Das Label sowie die Plattenladenfilialen wurden Unitor untergeordnet. Nachdem sich das Label von PolyGram getrennt hatte, hatte Helenius die Firma Poplandia Music Oy gegründet, um die Veröffentlichungsrechte der neuesten Veröffentlichungen zu sichern. Zudem gründete mit Shoeling Oy eine weitere Firma, die sich auf geschäftliche Dinge konzentrierte. Die Filialen erwiesen sich jedoch als wenig wirtschaftlich und wurden geschlossen, nachdem Unitor 1983 bankrottging. Helenius kaufte daraufhin die Rechte an Jee-Jee Music, das ebenfalls Unitor gehörte, und nutzte sie für Poplandia. Im Jahr 1993 wurde der Name von Shoeling in Poko Rekords Oy umgeändert. Zudem kümmerte sich Helenius nun weniger um seine einzelnen Filialen, sondern konzentrierte sich mehr auf sein Label und dem originalen Epe’s Music Shop. Im Jahr 1999 wurde EMI auf das Label aufmerksam und plante dessen Aufkauf, der sich jedoch bis auf das Jahr 2001 verzögerte. Das Label behielt dabei größtenteils ihre Unabhängigkeit und wird noch immer von Kari Helenius in Tampere geleitet.

## Bands (Auswahl)
- The 69 Eyes
- Prestige
- Hassisen kone
- Terveet Kädet
- Yö
- Dethrone
- Zero Nine
- Faff-Bey
- Popeda

## Veröffentlichungen (Auswahl)
- Poverty Stinks · Gobbledygook (1992)
- Popeda · Hullut Koirat (1993)
- Faff-Bey · New Religion (1994)
- Diablo · Eternium (2004)
- Eppu Normaali · Syvään Päähän (2007)
- Apulanta · Kuuma Kesä (Single, 2008)
- The 69 Eyes · Paris Kills (2009)
- The 69 Eyes · Savage Garden (2009)